# Eremiaphila heluanensis
Eremiaphila heluanensis è una specie di mantide religiosa appartenente al genere Eremiaphila.